# Непрямі методи визначення податкового зобов'язання
Непрямі́ ме́тоди ви́значення податко́вого зобов'я́зання — оцінка податкової бази здійснюється за допомогою інформації, отриманої з джерел, які не є звітністю платника податків. Як такі джерела можуть використовуватись:
- статистичні дані державних органів та установ;
- ціни спеціалізованих аукціонів з торгівлі окремими видами продукції, біржові котирування;
- довідкові ціни спеціалізованих комерційних видань та публікацій, утому числі електронних та інших банків даних;
- звіти та довідки відділів з економічних питань у складі дипломатичних представництв України за кордоном;
- інші інформаційні джерела, що визнаються офіційними в установленому порядку.

Основною характерною ознакою непрямих методів є те, що вони застосовуються лише у тих випадках, коли реальний дохід платника неможливо визначити через брак поданої ним інформації, або якщо наявна інформація є необ'єктивною.
Непрямі методи визначення сум податкових зобов'язань платників податків використовуються в багатьох країнах світу, зокрема: Австралії, Аргентині, Великої Британії, Данії, Ізраїлі, Іспанії, Італії, Росії, Франції, Швеції, Україні.
Статтею 39 Податкового кодексу України встановлено вичерпний перелік непрямих методів визначення податкового зобов'язання та визначено суть кожного з них. Органами державної податкової служби можуть бути застосовані наступні непрямі методи:
- порівняльної неконтрольованої ціни;
- ціни перепродажу;
- витрати плюс;
- розподілення прибутку;
- чистого прибутку.

При визначенні звичайної ціни згідно із зазначеними методами використовується інформація про ціни в операціях між непов'язаними сторонами у співставних умовах на відповідному ринку товарів (робіт, послуг). При цьому умови визнаються співставними, якщо відмінність між такими умовами істотно не впливає на ціни, які отримуються в результаті застосування таких методів.